# P–700 Granyit
A P–700 Granyit (oroszul: П–700 Гранит, NATO-kódja: SS–N–19 Shipwreck) az 1970-es években a Szovjetunióban kifejlesztett, a szovjet, majd az orosz haditengerészetnél alkalmazott, hajók elleni robotrepülőgép, GRAU-kódja 3M45. Létezik felszíni indítású és tengeralattjáróról indítható változata is.

## Története
A robotrepülőgép fejlesztése 1964-ben kezdődött az OKB–52 tervezőirodában (ma: NPO Masinosztrojenyije) Vlagyimir Cselomej vezetésével. A fegyvert az Egyesült Államok repülőgép-hordozó harccsoportjai elleni bevetésre tervezték, felváltva a korábbi elégtelen hatósugarú P–70 Ametyiszt rakétákat és P–120 Malahit robotrepülőgépeket. 1975-ben kezdődtek a kísérleti lövészetek, majd az első példányait 1983 márciusában rendszeresítették.

## Alkalmazása
Az 1980-as évek elején rendszeresítették először a Kirov rakétás csatacirkálón (jelenleg: Admiral Usakov), majd a Kirov osztály többi tagján. Jelenleg a Kirov osztály négy hajóján, az Admiral Usakov, Admiral Nahimov, a Pjotr Velikij és Admiral Lazarev rakétás csatacirkálókon áll szolgálatban, hajónként 20 db. A P–700-t ugyancsak telepítették az Admiral Kuznyecov repülőgép-hordozón (12 db-ot). A 12 db 949A típusú tengeralattjáró egységenként 24 db robotrepülőgépet hordoz.

## Szerkezeti kialakítása
A robotrepülőgép tengeralattjáróról merülés közben sűrített levegővel indítható, a hajótestben a torony két oldalán elhelyezett konténerekből. A vízből való kiemelkedés után kinyílnak a szárnyak és a vezérsíkok és azonnal beindul a szilárd hajtóanyagú gyorsítórakéta, ami utazósebességre gyorsítja a robotrepülőgépet. Menethajtóműve az Ufai Gépgyár által gyártott KR–93 típusú kisméretű gázturbinás sugárhajtómű. Újabb változatain kísérleti jelleggel 4D 04 típusú torlósugár-hajtóművet alkalmaznak, amellyel a robotrepülőgép a 4 Mach sebességet is eléri. A menethajtómű kúpos levegőbeömlő nyílása a robotrepülőgép orr-részében helyezkedik el.
Az indítás után a robotrepülőgép programirányítással repül, majd céljához közelítve aktív rádiólokátoros vagy passzív infravörös önirányítással repül a célba. Becsapódás előtt a töltetet közelségi gyújtó indítja.

## Külső hivatkozások
- Крылатая противокорабельная ракета П–700 "Гранит" – az Aviation.ru cikke (oroszul)